# Folsomia hoffi
Folsomia hoffi är en urinsektsart som beskrevs av Scott 1962. Folsomia hoffi ingår i släktet Folsomia och familjen Isotomidae. Inga underarter finns listade i Catalogue of Life.